# وحدة العناية المركزة للأطفال

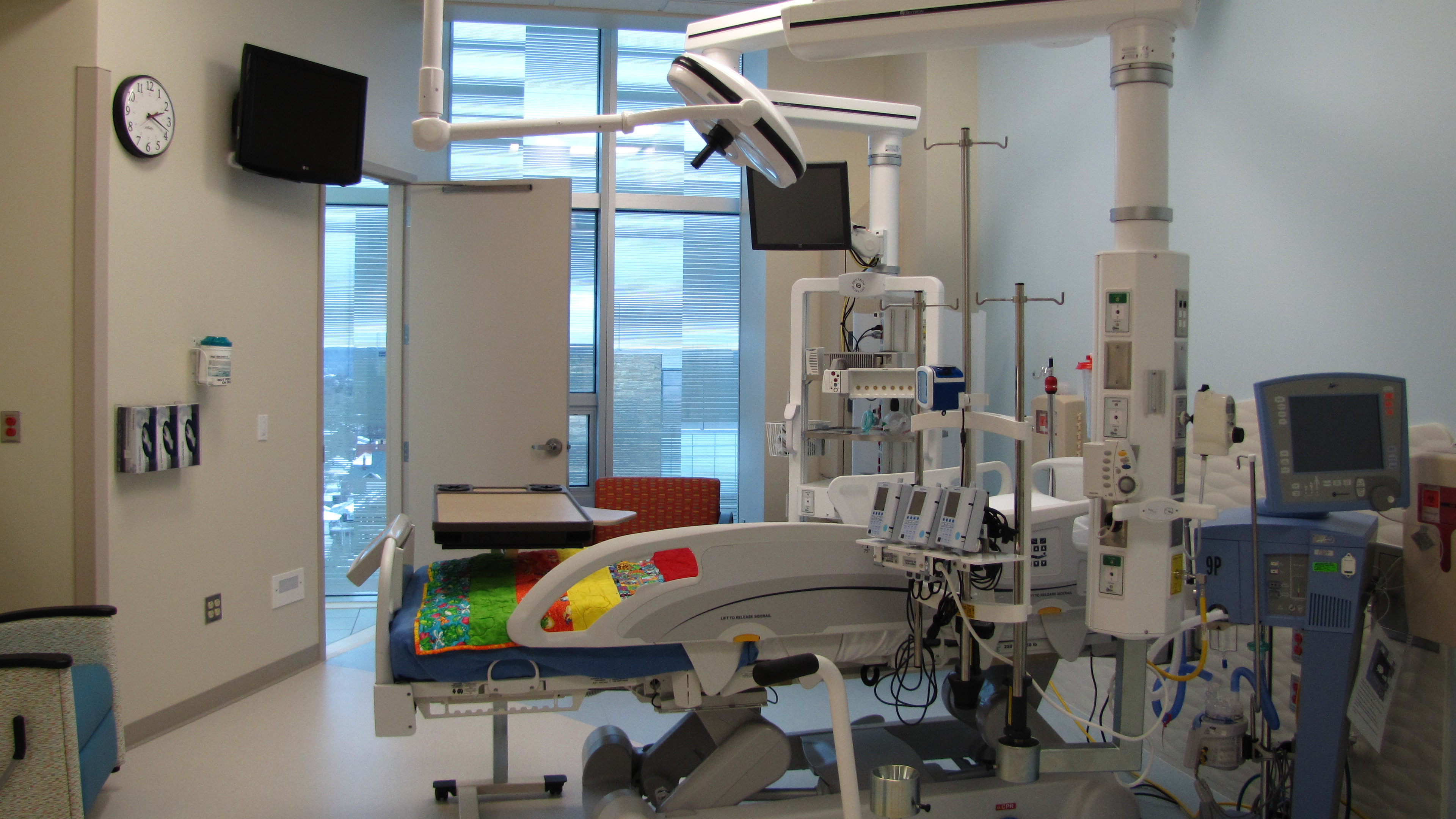

وحدة العناية المكثفة للأطفال  وعادة ما يتم اختصارها إلى (PICU)، هي منطقة داخل مستشفى مخصصة لرعاية الأطفال المصابين بأمراض خطيرة وتشمل أيضاً المراهقين. عادة يتم إدارة هذه الوحدة من قبل واحد أو أكثر من المتخصصين بصحة الأطفال أو استشاريين في العناية المكثفة للأطفال ويعمل به الأطباء والممرضات وأخصائيي التنفس الذين يتم تدريبهم بشكل خاص، كما أن لهم خبرات في العناية المكثفة للأطفال. قد يكون للوحدة أيضًا ممرضين وممرضات وأخصائيين في العلاج الطبيعي وأخصائيين اجتماعيين وأخصائيين في حياة الطفل وكتاب في الموظفين، على الرغم من أن هذا يختلف اختلافًا كبيرًا اعتمادًا على الموقع الجغرافي(الدول الأخرى). عادة ما يكون عدد الطاقم الطبي في هذه الوحدة أكبر من عدد المرضى مقارنة بالأقسام الأخرى داخل المستشفى، مما يعكس حدة مرضى وحدة العناية المكثفة وخطر حدوث مضاعفات تهدد الحياة. وغالبًا ما تستخدم التكنولوجيا والمعدات المعقدة والمتقدمة تكنولوجياً، وخاصة أجهزة التنفس الاصطناعي وأنظمة مراقبة المرضى. نتيجة لذلك، تمتلك وحدات العناية المكثفة للأطفال ميزانية تشغيلية وعملية أكبر مقارنة بالأقسام الأخرى داخل المستشفى.

## مستويات أو مراحل العناية
مع تقدم وتطور الدواء بمرور الوقت، تطورت وحدة العناية المكثفة للأطفال للحفاظ على المستوى الأول والمستوى الثاني في وحدة العناية المكثفة للأطفال. نتيجة هذين المستويين المختلفين، نتمكن من توفير الرعاية المركزة والاستقرار لكل طفل قبل الانتقال إلى مستوى مخلتف من المرض. في المستوى الأول للوحدة، يجب أن يكون أعضاء فريق الرعاية الصحية قادرين على توفير مجموعة وكبيرة ومتعددة من الرعاية التي تتضمن عادةً منهجًا مكثفًا ومتغيراً وسريعاً. في المستوى الثاني في وحدة العناية المكثفة للأطفال، سيظهر المرضى مع مرض أقل حدة وستكون الحالات أكثر ثباتًا.

## كوادر المستشفى
في وحدة العناية المكثفة للأطفال، من المهم أن جميع أعضاء الفريق لديهم مرونة عالية في التدريب والخبرة من أجل توفير رعاية عالية الجودة. نظرا للأولويات المختلفة بين المهنيين، يضم فريق الرعاية في وحدة العناية المكثفة للأطفال العديد من الأدوار المختلفة. (أطباء، ممرضات، صيادلة، أخصائيي تنفس، منقذين حياة الأطفال، أطباء قلب، معالجون فيزيائيون، مهنيون، أخصائيون اجتماعيون) كل عضو في الفريق بين المهنيين يتمتع بدرجة عالية من المهارة ومدربين لتقديم أفضل رعاية لكل طفل. على كل عضو من الفريق أن يقدم نفسه إلى العائلة وأن يفسر دوره على أمل زيادة الفهم لأفراد الأسرة.